# Matt Dillon

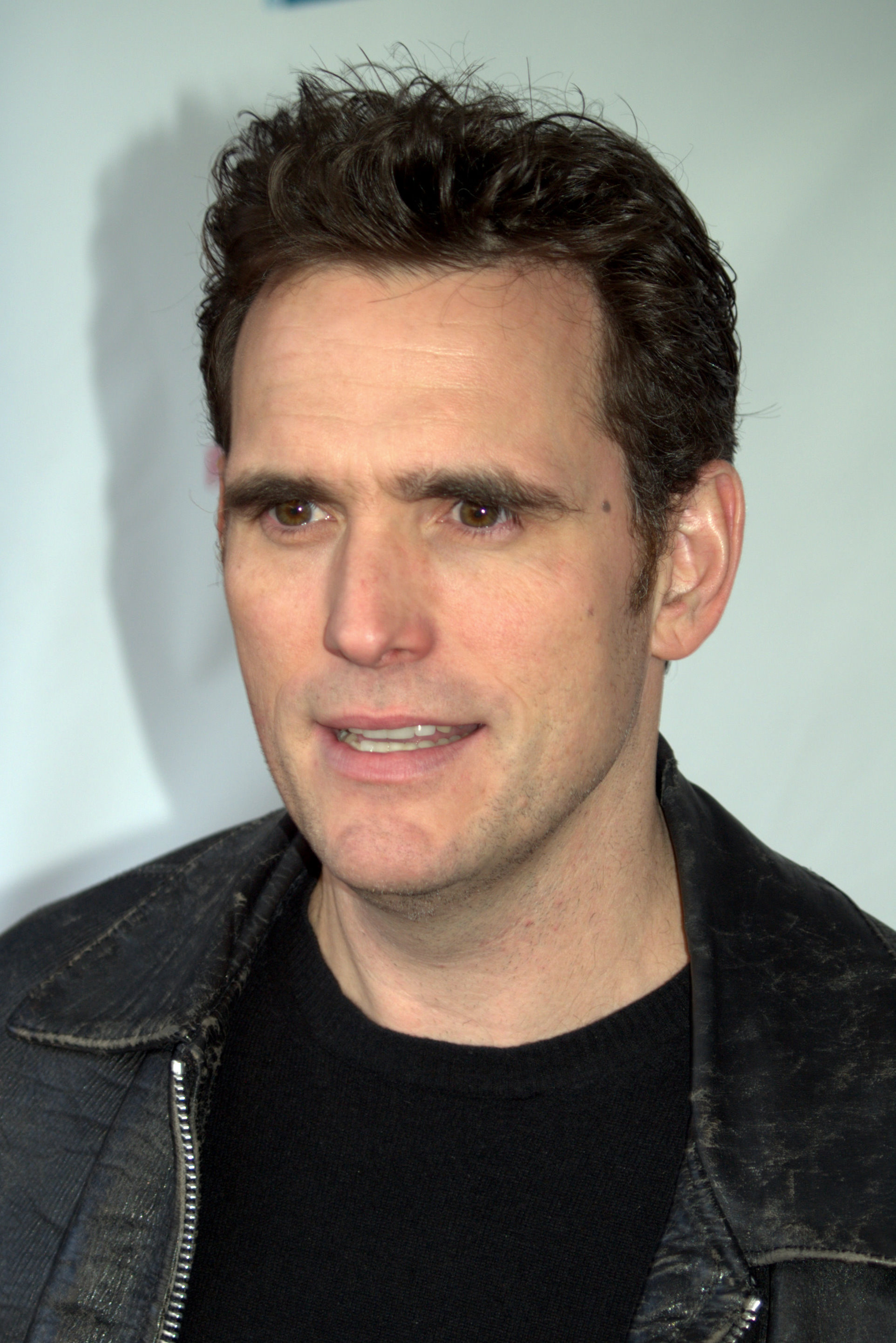
Matt Dillon beim Tribeca Film Festival 2009

Matthew Raymond „Matt“ Dillon (* 18. Februar 1964 in New Rochelle, New York) ist ein US-amerikanischer Schauspieler.

## Leben und Werk
Matt Dillon wuchs als zweitältester Sohn irischstämmiger Eltern mit vier Brüdern und einer Schwester im US-Bundesstaat New York auf. Sein Vater war Vertriebsleiter in einem Unternehmen für Verpackungsmaterial, seine Mutter Hausfrau. Väterlicherseits ist er mit dem US-amerikanischen Comiczeichner Alex Raymond (Flash Gordon) verwandt, der sein Großonkel war.

### Karriere als Schauspieler, Regisseur und Autor
Bereits in jungen Jahren war Matt Dillon ein vielbeschäftigter Darsteller in Jugendfilmen, in denen er meist aufbegehrende Jugendliche aus eher einfachen oder sozial schwierigen Verhältnissen verkörperte. Sein Filmdebüt gab er 1979 in Jonathan Kaplans Teenager-Drama Wut im Bauch. Im darauffolgenden Jahr war er in Kleine Biester neben Tatum O’Neal und Kristy McNichol als zwei ungleiche, rivalisierende Teenager während eines Sommerferienlagers zu sehen. Nachdem Dillon schon die Titelrolle in Tex nach einem Roman von Susan E. Hinton gespielt hatte, besetzte Francis Ford Coppola ihn auch 1983 für die Filmadaption von Hintons Bestseller Die Outsider in der Rolle des Dallas Winston sowie an der Seite von Mickey Rourke in der Hauptrolle von Rumble Fish. Die Dreharbeiten zu allen drei Filmen fanden in Tulsa, Oklahoma, Hintons Geburtsort, statt. 1985 stand er unter der Regie von Arthur Penn für den Agententhriller Target – Zielscheibe neben Gene Hackman vor der Kamera. Ebenfalls 1985 gab er in dem Theaterstück The Boys of Winter sein Debüt am Broadway.
Ende der 1980er Jahre wechselte Dillon dann mit Gus Van Sants Roadmovie Drugstore Cowboy ins Independentfach, dem mit der Mediensatire To Die For 1995 eine weitere Zusammenarbeit mit Van Sant folgen sollte. Mit seiner Darstellung des Drogenabhängigen Bob, für die er viel Lob erntete und 1990 als Bester Hauptdarsteller mit dem Independent Spirit Award ausgezeichnet wurde, gelang ihm der Übergang vom populären Nachwuchsstar zum ernsthaften Schauspieler. Eine weitere Facette seines Könnens zeigte er 1993 in dem bedrückend-realistischen Obdachlosen-Drama Streets of New York (The Saint of Fort Washington). Darin mimte Dillon einen jungen, an Schizophrenie erkrankten Mann, der sich plötzlich in der Welt von Nachtasylen und Kleinkriminellen zurechtfinden muss und in dem Vietnam-Veteranen Jerry, gespielt von Danny Glover, einen Freund und Beschützer findet. Von einer ganz anderen Seite präsentierte er sich im gleichen Jahr in der romantischen Komödie Mr. Wonderful von Anthony Minghella, mit der er und Annabella Sciorra Zuschauer und Kritiker für sich einnahmen. Dillon wirkte in den 1990er Jahren auch in zahlreichen Ensemblefilmen mit und arbeitete dabei mit Regisseuren wie Cameron Crowe (Singles – Gemeinsam einsam), Ted Demme (Beautiful Girls) und Allison Anders (Grace of My Heart) zusammen.
Einem breiteren Publikum bekannt wurde Matt Dillon 1998 als Privatdetektiv Pat Healy in der Erfolgskomödie Verrückt nach Mary. Ebenfalls 1998 spielte er in dem Erotikthriller Wild Things den umschwärmten Sportlehrer Sam Lombardo, der eine unerwartet dunkle Seite offenbart. Erstmals selbst Regie führte Dillon, der 1999 bereits für eine Folge der HBO-Serie Oz – Hölle hinter Gittern verantwortlich gezeichnet hatte, 2002 bei dem Filmdrama City of Ghosts, dessen Drehbuch er mitverfasste. In dem vor der exotischen Kulisse Kambodschas spielenden Thriller um einen Versicherungsbetrug übernahm Dillon auch die Hauptrolle. 2005 überzeugte er neben Lili Taylor in der Charakterstudie Factotum nach dem gleichnamigen Roman von Charles Bukowski in der Rolle des Henry Chinaski, einer Figur, die Bukowski nachempfunden ist. Für seine schauspielerische Leistung in Paul Haggis’ Episodenfilm-Drama L.A. Crash (Crash) gewann Dillon abermals einen Independent Spirit Award und wurde 2006 mit einer Oscar-Nominierung in der Kategorie Bester Nebendarsteller bedacht. Der Part des Officer Ryan brachte ihm überdies Nominierungen bei den Golden Globe Awards, den britischen BAFTA Awards sowie den Screen Actors Guild Awards ein, bei denen er und seine Schauspielkollegen die Auszeichnung als Bestes Schauspielensemble entgegennehmen konnten. Im September 2006 wurde Matt Dillon beim Filmfestival in San Sebastián mit dem Donostia Award für sein künstlerisches Schaffen geehrt.
1987 hatte er einen Gastauftritt in einem Videoclip der irischen Band The Pogues mit Kirsty MacColl. In Fairytale of New York spielte er einen Polizisten, der einen angetrunkenen Shane MacGowan in eine Ausnüchterungszelle verfrachtet. Auch in dem Videoclip zu Madonnas Bad Girl, mit der er bereits 1989 in Bloodhounds of Broadway vor der Kamera stand, ist er 1993 neben Christopher Walken in einem Kurzauftritt zu sehen. Dillon selbst führte 2007 Regie bei dem Musikvideo zur Single Been There All The Time der US-amerikanischen Indie-Band Dinosaur Jr. Ebenfalls 2007 wirkte er in Julien Temples Dokumentarfilm Joe Strummer: The Future Is Unwritten, einer Hommage an den 2002 verstorbenen Clash-Frontmann Joe Strummer, mit. In der Simpsons-Folge Abgeschleppt! (Midnight Towboy, 2007) übernahm er eine Gastrolle als der impulsive Abschleppwagenfahrer Louie, mit dem Homer aneinandergerät.
2001 war Dillon für seine Interpretation von Jack Kerouacs Klassiker On the Road für einen Grammy in der Kategorie Best Spoken Word Album nominiert. Außerdem lieh er Dokumentarfilmen wie Dear America: Letters Home from Vietnam (1987) und Once in a Lifetime: The Extraordinary Story of the New York Cosmos (2006) über den  gleichnamigen Fußballverein seine Stimme. Der Schauspieler findet auch Erwähnung in dem Song After the Fire, den Pete Townshend für Roger Daltreys Soloalbum Under A Raging Moon (1985) geschrieben hatte. Die Textzeile I saw Matt Dillon in black and white / There ain’t no colour in memories / He rode his brother’s Harley across the TV nimmt Bezug auf Dillons Charakter in Rumble Fish, dessen älterer, von Mickey Rourke dargestellter Bruder nur Motorrad-Typ (Motorcycle Boy) genannt wird.
Im Jahr 2024 porträtierte er Marlon Brando in der Filmbiografie Maria über die französische Schauspielerin Maria Schneider.

### Weitere Tätigkeit
Im August 2020 wurde bekannt, dass Dillon Mitglied der Jury des Filmfestivals in Venedig wird. Er ersetzte den rumänischen Filmregisseur und Drehbuchautor Cristi Puiu, der nicht habe anreisen können.

## Privates und Familie
Matt Dillon war Ende der 1990er Jahre mit der Schauspielerin Cameron Diaz liiert. Er lebt in New York. Sein Bruder Kevin Dillon ist ebenfalls Schauspieler und vor allem durch seine Rolle in der HBO-Serie Entourage bekannt.

## Filmografie
- 1979: Wut im Bauch (Over the Edge)
- 1980: Kleine Biester (Little Darlings)
- 1980: Die Schulhofratten von Chicago (My Bodyguard)
- 1982: Tex
- 1982: Durchgebrannt aus Liebe (Liar’s Moon)
- 1983: Die Outsider (The Outsiders)
- 1983: Rumble Fish
- 1984: Flamingo Kid (The Flamingo Kid)
- 1985: Target – Zielscheibe (Target)
- 1985: Rebel
- 1986: Native Son
- 1987: Dear America – Briefe aus Vietnam (Dear America: Letters Home from Vietnam; Stimme von Mike)
- 1987: Chicago Blues (The Big Town)
- 1988: Kansas
- 1989: Drugstore Cowboy
- 1989: Bloodhounds of Broadway
- 1991: Der Kuß vor dem Tode (A Kiss Before Dying)
- 1992: Singles – Gemeinsam einsam (Singles)
- 1993: Streets of New York (The Saint of Fort Washington)
- 1993: Mr. Wonderful
- 1994: Golden Gate
- 1995: To Die For
- 1995: Frankie Starlight
- 1996: Beautiful Girls
- 1996: Grace of My Heart (Grace of My Heart)
- 1996: Albino Alligator
- 1997: In & Out
- 1997: Pitch
- 1998: Wild Things
- 1998: Verrückt nach Mary (There’s Something About Mary)
- 2001: Eine Nacht bei McCool’s (One Night at McCool’s)
- 2002: Deuces Wild (Wild Boyz)
- 2002: City of Ghosts (Drehbuch und Regie)
- 2004: You’re Fired! (Employee of the Month)
- 2004: L.A. Crash (Crash)
- 2005: Factotum
- 2005: Herbie Fully Loaded – Ein toller Käfer startet durch (Herbie: Fully Loaded)
- 2005: Loverboy
- 2006: Ich, Du und der Andere (You, Me and Dupree)
- 2008: Nichts als die Wahrheit (Nothing But the Truth)
- 2009: Armored
- 2009: Old Dogs – Daddy oder Deal (Old Dogs)
- 2010: Takers – The Final Job (Takers)
- 2011: Fish Gun
- 2011: Modern Family (Fernsehserie, Folge 2x15)
- 2012: There Is No Place Like Home – Nichts wie weg aus Ocean City (Girl Most Likely)
- 2013: Gangster Chronicles (Pawn Shop Chronicles)
- 2013: Der Kunstraub (The Art of the Steal)
- 2014: Bad Country
- 2015: Wayward Pines (Fernsehserie, 10 Folgen)
- 2017: Abgang mit Stil (Going in Style)
- 2018: The House That Jack Built
- 2018: Running for Grace
- 2018: Head Full of Honey
- 2019: Proxima – Die Astronautin (Proxima)
- 2019: Nimic (Kurzfilm)
- 2020: Capone
- 2020: El Gran Fellove (Dokumentarfilm, Regie)
- 2021: Land of Dreams
- 2022: Raus aus dem Haus – Living the American Dream (American Dreamer)
- 2023: Asteroid City
- 2024: Maria

## Auszeichnungen
- 2022: Lifetime Achievement Award des Locarno Film Festivals[4]